# Pietranico
Pietranico ist eine italienische Gemeinde mit 435 Einwohnern und liegt in der Nähe von Alanno und Pescosansonesco in der Provinz Pescara.

## Geografie
Die Gemeinde erstreckt sich über ca. 14 km².
Zu den Ortsteilen (Fraktionen) zählen Valle Barone und Case Boccacci.
Die Nachbargemeinden sind: Alanno, Brittoli, Castiglione a Casauria, Civitaquana, Corvara, Cugnoli, Pescosansonesco und Torre de’ Passeri.

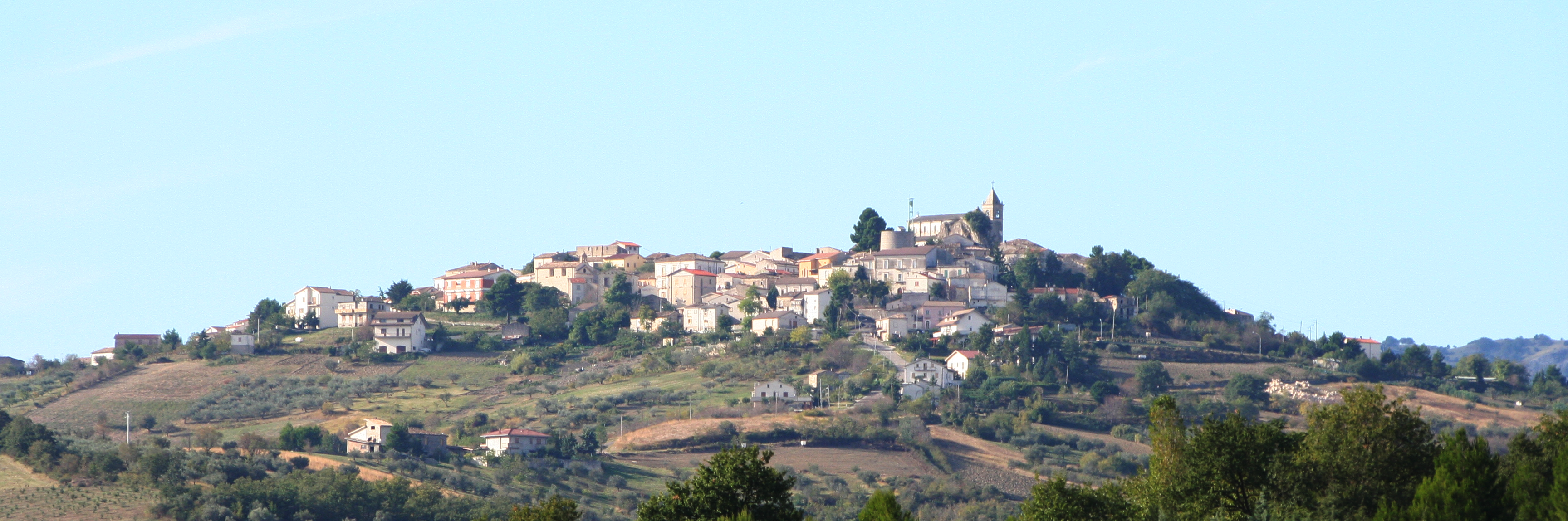
Panorama von Pietranico

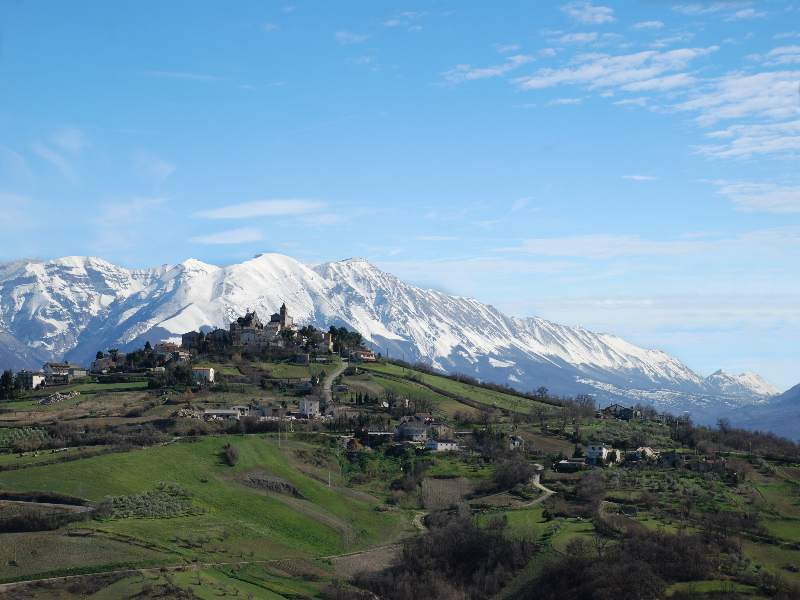
Eine Fraktion der Gemeinde und die Majella im Hintergrund

## Weinbau
In der Gemeinde werden Reben der Sorte Montepulciano für den DOC-Wein Montepulciano d’Abruzzo angebaut.